# Valutareserver
Centralbanker har betydelige valutareserver til brug ved samhandel og til sikring mod bl.a. valutaspekulation i forbindelse med fastkurspolitik.
Dette foregår i tæt samspil med køb og salg af egen møntenhed/valuta. Ved salg af egen valuta svækkes den og ved køb styrkes den pga. markedsprincippet om udbud-efterspørgsel.
ECB har indkaldt valutareserver fra eurolandene i henhold til Maastricht-traktaten (ECB's statut art. 30). Disse skal styres decentralt af eurolandenes nationalbanker, men overliggende være styret af ECB (svar fra Nationalbanken gennem Økonomiministeriets euro-hotline på forespørgsel fra red. i oktober 1999). Såfremt Danmark ønsker at gå med i euroen skal Nationalbankens andel udgøre 1,6709% af det samlede beløb, ca. 6,2 mia. kroner. I et dokument fra ECB (1999/1) henstilles det at lave en forordning, hvor der skal kunne indkaldes yderligere 50 mia. euro. Denne beslutning tages senere med kvalificeret flertal af Rådet. Hvis der derefter igen er brug for en yderligere indkaldelse for at sikre ECBs arbejde er det også muligt.
Se også reservevaluta, der handler om hvilke valutaer som andre lande vælger at opkøbe.